# 谢赫·艾哈迈德

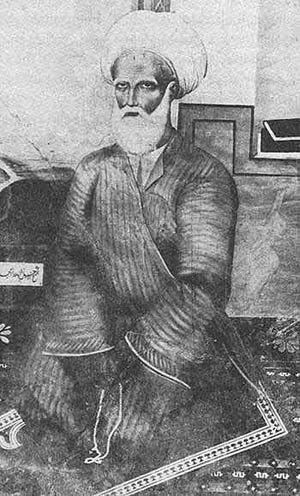
谢赫·艾哈迈德

谢赫·艾哈迈德·伊本·栽因丁·艾哈萨伊 (阿拉伯语：‎) (1753–1826)是19世纪波斯帝国与奥斯曼帝国什叶派穆斯林学派的创立者，他的追随者以谢赫派为人所知。
他出身于哈薩綠洲区域（东阿拉伯半岛），并在巴林、 伊拉克的納杰夫与卡爾巴拉的神学中心接受了教育。他在伊朗度过了生命中的最后二十年，并接受了卡扎尔王朝君主的保护和资助。

## 历史

### 早年生活
除了于1753年或1744年出生在阿拉伯半岛的东北部的什叶派家庭外，谢赫·艾哈迈德的早年生活并未留下太多记录。巴哈伊历史学家纳比勒-阿扎姆，在《破晓群英传》中对谢赫·艾哈迈德的精神觉醒描述如下：
他观察到宣称信奉伊斯兰教的人是如何破坏其团结、削弱其力量、歪曲其目的并贬低其圣名。看到腐败与争斗变成了伊斯兰教什叶派的特性，他的心中充满痛苦。受到内在灵照之光的启发，他奋起抗议可鄙的人对该教的背叛……他离开了位于波斯湾南部巴林群岛中一个岛屿上的家园和亲属，按全能上帝的吩咐去探求伊斯兰经典中预言新的显圣者到来的那些经文的奥秘……他坚信无论在伊斯兰教内部进行多么重大的改革，也不可能使这个走上邪路的民族获得新生。他知道自己受上帝的意旨所驱使，要证明除了新的独立天启任何东西都不能振兴这个衰落信仰的时运并恢复它的纯洁性，就像伊斯兰教的神圣经文所证明和预示的那样。
究竟纳比勒-阿扎姆的理解是否与谢赫·艾哈迈德的真实情感一致，我们不得而知，但其宗教改革动机和对弥赛亚的期盼却是显而易见的。

### 教育和使命
谢赫·艾哈迈德在14岁的时候，正式开始在卡尔巴拉和纳杰夫的什叶派宗教学术中心学习。 他在那里习得了阐释伊斯兰法、进行伊智提哈德的足够知识。他和苏菲主义和新柏拉图主义的学者进行了论争，并在这个过程中赢得了正面的声誉。值得注意的是，他认为《古兰经》在本质上已经囊括了所有的学问和科学，而这些知识是超越文字字面意义的，人们必须在《古兰经》中甄别出这些知识。为此，他发展出了一套《古兰经》的解释系统，并试图习得在当时伊斯兰世界中流传的所有知识。
谢赫·艾哈迈德表现出对伊玛目的重视，重视程度与其同龄人相比有过之无不及。他也对来世、复活、末世论、医学及宇宙学等主体提出了与主流不同的意见。关于灵魂，谢赫·艾哈迈德认为其与身体存在既相关又分离的微妙的关系。他提出，当穆罕默德去世时其身体作为一个整体同时升入天堂。相关概念影响了他对穆罕默德·马赫迪·蒙塔扎尔隐遁的看法。他的观点引起了一些教士谴责进行了许多辩论，也让他卷入了一系列论争。随后，谢赫·艾哈迈德移居波斯亞茲德省。在那里，他创作了许多书籍和信件。

## 继任者
谢赫·艾哈迈德指定赛义德·卡齐姆为其继任者，赛义德·卡齐姆领导了谢赫派的运动直到其去世。他教授了他了学生如何辨认马赫迪和弥赛亚。在赛义德·卡齐姆于1843年去世后，他的许多学生分散至在伊朗和伊拉克地区寻找新的领导。